# Hermann Kickton

Salix kicktoni

Hermann Kickton (* 16. August 1878 in Aschersleben; † 7. September 1957 in Unkel) war ein deutscher Richter und Amateurpaläontologe.

## Leben

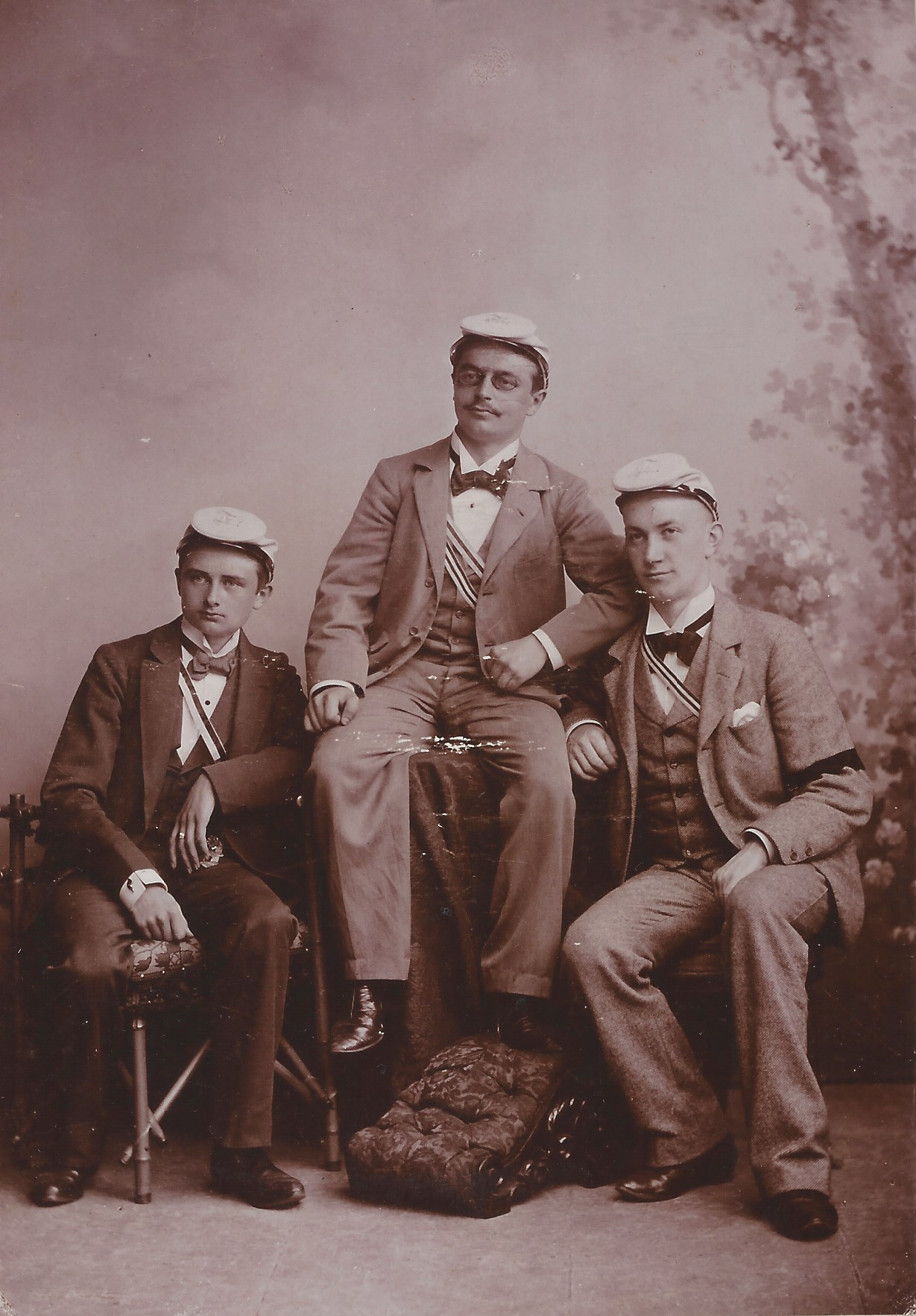
Hermann Kickton mit seinen Corpsbrüdern Sebastian Bauer und Leberecht Märcker (v. l. n. r.)

Kickton studierte an der Friedrichs-Universität Halle Rechtswissenschaft. Er verfasste die Schrift „Die Urzeit des Trierer Landes“, welche die Gesellschaft für nützliche Forschungen zu Trier 1925 veröffentlichte. 1932 entdeckte er in der Braunkohlengrube Fischbach bei Horrem Fossilien der ausgestorbenen Weidenart Salix kicktoni aus der Zeit des Miozäns. Die Art wurde 1934 von Hermann Weyland wissenschaftlich beschrieben. Exponate der Salix kicktoni befinden sich im Museum Schloss Pfaffendorf Kreis Bergheim/Erft und im Haus des Waldes in Köln-Porz-Leidenhausen.
Hermann Kickton wurde als Sohn des Erfurter Stadtbaurates Hermann Julius Rudolf Kickton geboren und ist Großvater des Kirchenmusikers Helmut Kickton. Weitere Verwandtschaft besteht zu Erika Kickton (Musikwissenschaftlerin und Komponistin), Arthur Kickton (Architekt und preußischer Baubeamter) und Louis Arthur Kickton (Chemiker).
1896 wurde Kickton Corpsstudent bei Neoborussia Halle. 1949 erhielt er in Frankfurt am Main auch das Band der Saxonia.

## Werke
- Die Urzeit des Trierer Landes, Trier 1925.